# Popillia sichuanensis
Popillia sichuanensis är en skalbaggsart som beskrevs av Lin 1988. Popillia sichuanensis ingår i släktet Popillia och familjen Rutelidae. Inga underarter finns listade i Catalogue of Life.